# Marina Karella
Marína Karélla (in greco: Μαρίνα Καρέλλα; Atene, 17 luglio 1940) è una pittrice e scenografa greca.

## Biografia
Figlia di Theódoros Karéllas, industriale, morto nel 1981, e di sua moglie Élli Chalikiopoúlou, nipote paterna di Demetrios N. Karéllas, industriale, morto nel 1993, e di sua moglie Anastasía Mános e nipote materna di Luis Chalikiopoúlos e di sua moglie Maria Papaleos, Marína nasce in una distinta famiglia ellena.
Allieva di Panayotis Tetsis, Giánnis Tsaroúchis e Oskar Kokoška, inaugura la sua prima mostra personale a Milano nel 1971, seguita da altre esposizioni in Europa ed in America. Ha elaborato i costumi e le scenografie per numerosi rappresentazioni teatrali e cinematografiche.
Alcuni suoi lavori fanno parte delle collezioni permanenti del Centro Georges Pompidou, del Museo Vorres d'Atene e del Museo Thyssen-Bornemisza.
L'arte di Marína Karélla è inquadrabile in un espressionismo astratto e carico di significati simbolici.

### Matrimonio
Il 7 febbraio 1965 Marína Karélla ha sposato al Palazzo Reale d'Atene il principe Michele di Grecia e di Danimarca, dal quale ha avuto due figlie, Alessandra ed Olga.
In ossequio alle norme dinastiche, non essendo la famiglia di Marína di rango regale, il matrimonio fu dichiarato morganatico, con la conseguente esclusione della discendenza dalla linea di successione. Ciononostante, il Re di Grecia, che presenziò alla cerimonia nuziale a palazzo reale, concesse all'eventuale discendenza di Michele di Grecia il titolo principesco.